# Segeln (Kraftfahrzeuge)

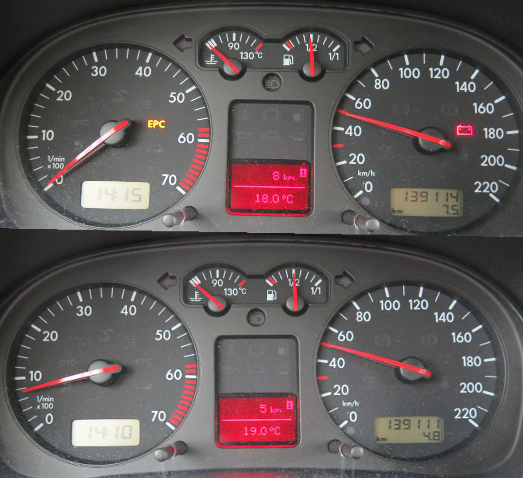
Darstellung des Segelns mit Kraftfahrzeugen. Geschwindigkeit 50 km/h. Oberes Bild „Segeln“ (Motor aus), unteres Bild „Leerlaufsegeln“ (Motor läuft im Leerlauf). Mit herkömmlichem Fahrzeug manuell dargestellt.

Der Begriff Segeln beschreibt bei Kraftfahrzeugen mit Verbrennungsmotor die Funktion, während der Fahrt den Verbrennungsmotor vom Antriebsstrang abzukoppeln und das Fahrzeug frei rollen zu lassen. Der Motor kann zusätzlich auch abgeschaltet werden. Dies hat den Vorteil, die vorhandene Bewegungsenergie nur zur Fortbewegung zu nutzen, anstatt sie in Form von Schleppleistung zu verlieren. Bei Elektroautos bedeutet Segeln, dass der Motor beim Gaswegnehmen nicht rekuperiert.

## Technischer Hintergrund
Eine hohe Motordrehzahl verbraucht Energie durch die Reibungsverluste im Motor und in den Nebenaggregaten.
Je geringer die Drehzahl, desto geringer ist der Energieverlust. Bei stehendem Motor wird keine Energie verbraucht.
In Hybridfahrzeugen oder Fahrzeugen mit Automatikgetrieben ist das Segeln oft Teil des Antriebskonzeptes. Die Motor- und Getriebesteuerung wechselt automatisch in den Segelbetrieb. In Fahrzeugen mit manuellem Schaltgetriebe kann das Segeln durch Auskuppeln eingesetzt werden. Der Stopp-Knopf zum Abstellen des Verbrennungsmotors wurde bereits auf der IAA 1979 vorgestellt, wurde aber nicht zur Standardausstattung von Fahrzeugen. Die entwickelten elektronischen Kupplungen (2013 eClutch, 2016 E-Clutch) betätigten selbstständig über einen Aktuator das Kupplungspedal, wenn der Fahrer vom Gaspedal geht. Die Systeme konnten sich aber nicht am Markt durchsetzen.
Im Gegensatz zum Start-Stopp-System, bei dem der Motor erst im Stand ausgeschaltet wird, erfolgt das Abstellen des Motors beim Segeln bereits beim Ausrollen. Sicherheitsrelevante Funktionen wie Servolenkung oder Bremskraftverstärker sind über das Bordnetz abgesichert. Der Nutzen der Segelfunktion ist abhängig vom Fahrprofil einer Strecke. Es wird davon ausgegangen, dass im NEFZ (Neuen Europäischen Fahrzyklus) bis zu 7 % Kraftstoff eingespart werden können, im Realverkehr bis zu 10 %.

## Automatisches Segeln
Beim sogenannten Leerlaufsegeln wird bei höheren Geschwindigkeiten der Antriebsstrang abgekoppelt, sobald der Fahrer den Fuß vom Gaspedal nimmt und nicht abbremst; der Verbrennungsmotor wird dabei nicht abgeschaltet, sondern läuft im Leerlauf weiter. Neben Segeln im Leerlauf wird bei Hybridfahrzeugen der Motor abgeschaltet, was den Verbrauch weiter reduziert.
Bei reinen Elektrofahrzeugen kann das Segeln auch benutzt werden, um vorhandene kinetische Energie nur moderat zu verlieren. Das heißt, Fuß vom Gas bzw. vom eAntrieb bedeutet nicht unbedingt, schlagartig Schleppmoment bzw. Rekuperieren zu erzeugen. Die Elektronik sorgt sogar durch aktive Zusteuerung von weiterer Energie für einen moderaten Abfall der kinetischen Energie. Dieser Effekt wird genutzt, um zum Beispiel auf Autobahnen möglichst viel Reichweite und auch ein komfortables Dahingleiten zu gewährleisten.

## Segeln mit einem konventionellen Fahrzeug
Bei einer manuellen Kupplungsbetätigung kann die vorhandene Bewegungsenergie durch Treten der Kupplung (und ggf. Schalten in den Leerlauf) ausgenutzt werden. Die Schubabschaltung wird durch den Standgaslauf aufgehoben.
Wird die Zündung ausgeschaltet, hat das weitere Auswirkungen. Ein Abziehen des Zündschlüssels führt darüber hinaus zum Einrasten des Lenkradschlosses. Einige Fahrzeuge stellen die Funktion der Scheinwerfer oder Bremslichter ab, wenn die Zündung abgeschaltet ist. Bei Motorstillstand fällt der vom Unterdruck gespeiste Bremskraftverstärker nach mehrmaligem Betätigen der Bremse aus. Riemengetriebene Lenkhilfen (Servolenkung) fallen sofort aus. Echte Hybridfahrzeuge benutzen aus diesem Grund elektrische Lenkhilfen und elektrische Bremskraftverstärker.
Schwere und höher verdichtende Motoren können beim unsanften Start über Kupplung des rollenden Fahrzeuges durch hohe Kräfte Schäden am Antriebsstrang verursachen. Ein höherer Gang verringert die Last auf dem Antriebsstrang. Durch die Zündung abgeschaltete Motorsteuergeräte verlieren die Speicher über den Drehwinkel des Motors und benötigen teils mehrere Umdrehungen der Nockenwelle, um den Motor wieder mit Einspritzung und Zündzeitpunkt zu steuern. Beim Start kann durch Kaltstart kurzzeitig eine größere Menge Kraftstoff verbraucht werden als beim vergleichbaren Betrieb eines warmgelaufenen Motors.
Bei Fahrzeugen mit Wandler-Automatikgetrieben können beim Segeln Schäden entstehen. Das Starten durch Anschleppen ist nicht möglich, es muss der Anlasser betätigt werden. Bei einem Turbomotor kann Segeln zu Beschädigungen am Gleitlager des Turboladers führen, da dieser den Temperaturen der Auspuffgase ausgesetzt ist und über das Motoröl gekühlt wird. Bei unsynchronisierten Getrieben, die Doppelkuppeln benötigen, kann der Gang nicht eingelegt werden, wenn die Motordrehzahl nicht der Fahrtgeschwindigkeit für diesen Gang nahe kommt.
Bei Pkw mit Zweitaktmotor ist häufig ein Freilauf eingebaut, der ein automatisches Auskuppeln bei Gaswegnahme und damit ein Segeln zufolge hat.